# فینی (روستا)
فینی (به انگلیسی: Feeny) یک روستا در بریتانیا است. فینی ۶۹۰ نفر جمعیت دارد.